# Ґониці
Ґониці (пол. Gonice, нім. Neuhausen) — село в Польщі, у гміні Вжесня Вжесінського повіту Великопольського воєводства.
Населення — 143 особи (2011).
У 1975-1998 роках село належало до Познанського воєводства.

## Демографія
Демографічна структура станом на 31 березня 2011 року:
|          | Загалом | Допрацездатний вік | Працездатний вік | Постпрацездатний вік |
| -------- | ------- | ------------------ | ---------------- | -------------------- |
| Чоловіки | 68      | 23                 | 41               | 4                    |
| Жінки    | 75      | 17                 | 47               | 11                   |
| Разом    | 143     | 40                 | 88               | 15                   |